# Zeche Alte Mißgunst (Bochum)
Die Zeche Alte Mißgunst in Querenburg-Brenschede ist ein ehemaliges Steinkohlenbergwerk. Das Bergwerk war vermutlich schon um 1600 in Betrieb, da der Zehnt bereits von der Großmutter des Junkers Wenemar von Melschede bezahlt wurde.

## Geschichte
Ab 1632 ist der Betrieb offiziell nachgewiesen. Zwischen 1647 und 1655 war das Bergwerk in Betrieb, Besitzer war der Junker Wenemar von Melschede. Im Jahr 1655 verweigerte dieser die Zahlung des Zehnten, trotzdem wurde das Bergwerk weiterbetrieben. Für die Jahre 1660 und 1662 ist der Betrieb nachgewiesen.
Im Jahr 1745 wurde die Lagerstätte durch einen streichenden Stollen vom Tal des Stiepeler Bachs aus vorgerichtet. Das Mundloch befand sich 850 Meter nordwestlich des späteren Glücksburger Stollens. Die Abbaue liegen östlich des Stollens, jedoch brach dieser teilweise zusammen. Nach dem Zubruchgehen des Stollens wurde ein Querschlag angesetzt und drei Schächte geteuft. Am 15. Dezember 1750 erfolgte die Belehnung des Bergwerks. In den Jahren 1754 und 1755 war das Bergwerk in Betrieb. Wegen schlechter Kohlequalität wurde das Bergwerk im Jahr 1766 stillgelegt und der Stollen verfiel. Die Berechtsame des Bergwerks wurde der Zeche Glücksburg zugeschlagen.